# Liste der Staatschefs der Provinz El Salvador
Liste der Staatschefs der Provinz (bzw. des Bundesstaats) El Salvador in der Zentralamerikanischen Konföderation:
| Name                                                                                        | Lebensdaten     | Amtszeit                               | Partido     |
| ------------------------------------------------------------------------------------------- | --------------- | -------------------------------------- | ----------- |
| Pedro Barriere                                                                              | ?–1827          | 21. September 1821 – 28. November 1821 | Monachist   |
| José Matías Delgado y de León                                                               | 1767–1832       | 28. November 1821 – 9. Februar 1823    | Liberal     |
| Vicente Filisola                                                                            | 1789–1850       | 9. Februar 1823 – 7. Mai 1823          | Mexikaner   |
| Felipe Codallos                                                                             | 1790–?          | 7. Mai 1823 – 25. Mai 1823             | Mexikaner   |
| Mariano Prado Baca                                                                          | 1776–1837       | 25. Mai 1823 – 22. April 1824          | Liberal     |
| Juan Manuel Rodríguez                                                                       | 1771–1847       | 22. April 1824 – 1. Oktober 1824       | Liberal     |
| Mariano Prado Baca                                                                          | s. o.           | 1. Oktober 1824 – 13. Dezember 1824    | Liberal     |
| Juan Vicente Villacorta Díaz                                                                | 1764–1828       | 13. Dezember 1824 – 1. November 1826   | Liberal     |
| Mariano Prado Baca                                                                          | s. o.           | 1. November 1826 – 30. Januar 1829     | Liberal     |
| José María Cornejo Merino y Guevara                                                         | 1788–1864       | 30. Januar 1829 – 16. Februar 1830     | Conservador |
| José Damian Villacorta                                                                      | 1796–1860       | 16. Februar 1830 – 4. Dezember 1830    | Conservador |
| José María Cornejo Merino y Guevara                                                         | s. o.           | 4. Dezember 1830 – 29. März 1832       | Conservador |
| José Francisco Morazán Quezada                                                              | 1792–1842       | 29. März 1832 – 13. Mai 1832           | Liberal     |
| Joaquín de San Martín y Ulloa                                                               | 1770–1854       | 13. Mai 1832 – 25. Juli 1832           | Conservador |
| Mariano Prado Baca                                                                          | s. o.           | 25. Juli 1832 – 9. Februar 1833        | Liberal     |
| Joaquín de San Martín y Ulloa                                                               | s. o.           | 9. Februar 1833 – 23. Juni 1834        | Conservador |
| Carlos Salazar Castro                                                                       | 1800–1867       | 23. Juni 1834 – 13. Juli 1834          | Liberal     |
| José Gregorio Salazar Lara                                                                  | 1773–1838       | 13. Juli 1834 – 30. September 1834     | Liberal     |
| Joaquín Escolán y Balibrera                                                                 | 1810–?          | 30. September 1834 – 14. Oktober 1834  | Conservador |
| José María Silva                                                                            | 1804–1876       | 14. Oktober 1834 – 2. März 1835        | Liberal     |
| Junta: Joaquín Escolán y Balibrera José Dionisio de la Trinidad de Herrera y Díaz del Valle | s. o. 1781–1850 | 2. März 1835 – 10. April 1835          | Conservador |
| Nicolás Espinoza                                                                            | 1795–1845       | 10. April 1835 – 15. November 1835     | Conservador |
| Francisco Gómez de Altamirano y de Elizondo                                                 | 1796–1838       | 15. November 1835 – 1. Februar 1836    | Liberal     |
| Diego Vigil Cocaña                                                                          | 1799–1845       | 1. Februar 1836 – 6. Januar 1838       | Liberal     |
| Timoteo Menéndez                                                                            | 1790–?          | 6. Januar 1838 – 23. Mai 1839          | Liberal     |
| Antonio José Cañas Quintanilla                                                              | 1785–1844       | 23. Mai 1839 – 13. Juli 1839           | Conservador |
| José Francisco Morazán Quezada                                                              | s. o.           | 13. Juli 1839 – 16. Februar 1840       | Liberal     |
| José María Silva                                                                            | s. o.           | 16. Februar 1840 – 5. April 1840       | Liberal     |